# 名探偵はひとりぼっち (宝塚歌劇)
ミステリー・ロマン『名探偵はひとりぼっち』（めいたんていはひとりぼっち）は宝塚歌劇団のミュージカル作品。宝塚・東京は12場。
花組公演。
原作は赤川次郎の同名小説（赤川文庫版）。脚本・演出は大関弘政。
併演作品は『ラ・ラ・フローラ』。

## 概要
※『宝塚歌劇100年史』のデータ
推理小説家・赤川次郎の同名のミステリを、1920年頃のニューヨークに舞台を置き換えたロマンチック・コメディ。
ひょんなことから偽札事件に巻き込まれた一人の大学生・デイビッドが、二組のギャング団を相手に虚々実々の戦いを展開する作品。
謎の美少女・ナタリーとの恋が織り込まれている。

## 公演期間と公演場所
- 1984年8月10日 - 9月18日[3][4]（新人公演：9月7日[5]）　宝塚大劇場
- 1984年12月2日 - 12月27日[6]（新人公演：12月12日[5]）　東京宝塚劇場
- 1985年2月2日 - 2月11日[7]　中日劇場

## スタッフ（宝塚・東京）
※氏名の後ろに「宝塚」、「東京」の文字がなければ、両公演共通。
- 作曲・編曲：中元清純
- 編曲：小高根凡平、鞍富真一
- 音楽指揮：岡田良機（宝塚）、北沢達雄（東京）
- 振付：喜多弘
- 装置：石浜日出雄、関谷敏昭
- 衣装：静間潮太郎
- 照明：今井直次
- 小道具：榎本満春
- 効果：川ノ上智洋
- 音響監督：松永浩志
- 演出助手：中村暁、日比野桃子
- 製作担当：横山美二（東京）
- 制作：田中拓助
- 協力：角川書店

## 主な配役

### 宝塚・東京
本公演
- デイビッド・パーサー - 高汐巴
- ナタリー - 若葉ひろみ
- トム・タッカベリ - 大浦みずき
- オグラディ氏 - 但馬久美
- アール - 幸和希
- キャロライン - 秋篠美帆
- マーガレット - 北小路みほ
- テリブル・ルチアーノ - 岸香織
- テキサス・クララ - 翼悠貴
- アラン - 朝香じゅん
- ブルースター - なかいおり
- カルロ - 瀬川佳英
- ジェイコブ - 真矢みき
- レオン - 宝純子

新人公演
- デイビッド - 安寿ミラ
- ナタリー - 水原環
- トム - 真矢みき
- キャロライン - 神奈美帆
- オグラディ - 涼美緒（宝塚）
- オグラディ氏 - 大空希望（東京）
- ルチアーノ - 翼悠貴
- テキサス・クララ - 舵一星
- アラン - ?（宝塚）、友樹こころ（東京）
- カルロ - ?（宝塚）、友麻夏希（東京）
- ブルースカイ - ?（宝塚）、真芝瞬（東京）

### 中日
- デイビッド・パーサー - 高汐巴
- ナタリー - 若葉ひろみ
- トム・タッカベリ - 大浦みずき
- オグラディ氏 - 但馬久美
- アール - 幸和希
- キャロライン - 秋篠美帆
- ルチアーノ - 岸香織
- テキサス・クララ - 翼悠貴
- アラン - 朝香じゅん